# Tomás Ribeiro (labdarúgó)
Tomás Ribeiro (Lisszabon, 1999. április 30. –) portugál labdarúgó, a Vitória Guimarães hátvédje.

## Pályafutása
Ribeiro a portugál fővárosban, Lisszabonban született. Az ifjúsági pályafutását a helyi Alta de Lisboa és CAC Pontinha csapatában kezdte, majd 2014-ben a Belenenses akadémiájánál folytatta.
2019-ben mutatkozott be a Belenenses SAD első osztályban szereplő felnőtt csapatában. Először a 2019. szeptember 15-ei, Marítimo ellen 3–1-re megnyert mérkőzésen lépett pályára. Első gólját 2021. február 20-án, a Nacional ellen 2–1-es győzelemmel zárult találkozón szerezte meg.
2022. január 27-én 4½ éves szerződést kötött a svájci első osztályban érdekelt Grasshoppers együttesével. 2022. január 30-án, a Sion ellen 2–0-ra elvesztett bajnokin debütált. 2022. augusztus 13-án, szintén a Sion ellen 2–2-es döntetlennel zárult mérkőzésen megszerezte első gólját a klub színeiben. 2023. július 20-án a portugál Vitória Guimarãeshez írt alá.

## Statisztikák
2023. május 29. szerint
| Klub           | Szezon   | Osztály            | Bajnokság | Bajnokság | Kupa és Ligakupa | Kupa és Ligakupa | Nemzetközi | Nemzetközi | Összesen | Összesen |
| Klub           | Szezon   | Osztály            | Meccs     | Gól       | Meccs            | Gól              | Meccs      | Gól        | Meccs    | Gól      |
| -------------- | -------- | ------------------ | --------- | --------- | ---------------- | ---------------- | ---------- | ---------- | -------- | -------- |
| Belenenses SAD | 2019–20  | Liga Portugal      | 13        | 0         | 1                | 0                | —          | —          | 14       | 0        |
| Belenenses SAD | 2020–21  | Liga Portugal      | 32        | 1         | 3                | 0                | —          | —          | 35       | 1        |
| Belenenses SAD | 2021–22  | Liga Portugal      | 17        | 0         | 4                | 0                | —          | —          | 21       | 0        |
| Belenenses SAD | Összesen | Összesen           | 62        | 1         | 8                | 0                | 0          | 0          | 70       | 1        |
| Grasshoppers   | 2021–22  | Swiss Super League | 4         | 0         | 0                | 0                | —          | —          | 4        | 0        |
| Grasshoppers   | 2022–23  | Swiss Super League | 27        | 3         | 0                | 0                | —          | —          | 27       | 3        |
| Grasshoppers   | Összesen | Összesen           | 31        | 3         | 0                | 0                | 0          | 0          | 31       | 3        |
| Összesen       | Összesen | Összesen           | 93        | 4         | 8                | 0                | 0          | 0          | 101      | 4        |